# NVIDIA
NVIDIA Corporation je američka multinacionalna tvrtka osnovana 1993. godine, sa sjedištem u Santa Clara, California, SAD. Tvrtka se specijalizirala za proizvodnju grafičkih procesora za osobna računala, radne stanice i mobilne uređaje. Najpoznatiji su po seriji grafičkih kartica za osobna računala po imenu GeForce i seriji Quadro koja se koristi za CAD, stvaranje digitalnog medijskog sadržaja i sličnu profesionalnu primjenu. Tvrtka je još poznata i po chipsetu nForce za matične ploče.

## Povijest tvrtke
Jen-Hsun Huang (predsjednik,CEO), Curtis Priem i Chris Malachowsky suosnovali su tvrtku 1993. s početnim kapitalom iz Sequoia Capitala.
Tvrtkino ime se sastoji od početnog n - slova korištenog kao pronumeral u matematičkim izjavama - i izvedenice iz video - što dolazi od latinskog videre, "vidjeti", namećući "najbolje vizualno iskustvo" ili "neizmjerivi prikaz". Ime nVidia sugerira zavist (eng. envy - envi, španjolski envidia ili latinski i talijanski invidia) što potvrđuje nVdijin slogan za GeForce (G4ce)seriju 8 "Green with envy" (Zeleno [boja tvrtkinog loga i zaštitna boja tvrtke] sa zavišću)
U 2000. godini nVidia je pribavila intelektualne strane (istraživanja, tehnologije) svog rivala 3DFX-a (jedne od najpoznatijih tvrtki 1990.-ih).
14. listopada 2005. nVidia je kupila ULI electronics koji su u to vrijeme proizvodili dijelove za southbridgeove nVidiinog rivala ATi-a. U ožujku 2006. nVidija je najavila Hibryd Graphics, a u siječnju 2007. objavila je da je kupovina PortalPlayera Inc. dovršena.
U prosincu 2006. nVidia je zajedno sa svojim rivalom AMD-om (bivši ATi) dobila kaznu od suda zbog tržišnih nepravilnosti u industriji grafičkih čipova.
Mogazin Forbes je nazvao nVdiju "Tvrtkom godine 2007." uzevši u obzir postignuća u 2007. kao i u proteklih 5 godina.
U veljači 2008. nVdiija je prisvojila Ageia Technologies za neobjavljeni iznos. Ageia Technologies je bio vlasnik tehnologije PhysX koja realno simulira fiziku u virtualnom okruženju.

## Proizvodi
nVidijin portfolio proizvoda uključuje grafičke procesore, čipsetove i digitalne multimedijske playere.

### Grafički čipovi
Trenutno se grafički čipovi dijele na Quadro, GeForce, RTX i Tesla odjeljke.

## Vanjske poveznice
Službene stranice tvrtke Nvidia